# 9 км (Рузаєвський район)
9 км (рос. 9 км, ерз. 9 км) — селище у складі Рузаєвського району Мордовії, Росія. Входить до складу Плодопитомничеського сільського поселення.

## Населення
Населення — 19 осіб (2010; 19 у 2002).
Національний склад (станом на 2002 рік):
- росіяни — 69 %
- татари — 26 %